# جاده تنباکو (نمایش)
جادهٔ تنباکو (به انگلیسی: Tobacco Road) نام نمایشی است از جک کرکلند.
این نمایش از روی رمانی به همین نام نوشته ارسکین کالدول، نویسندهٔ اهل ایالات متحده آمریکا اقتباس شده است.

## نگارخانه

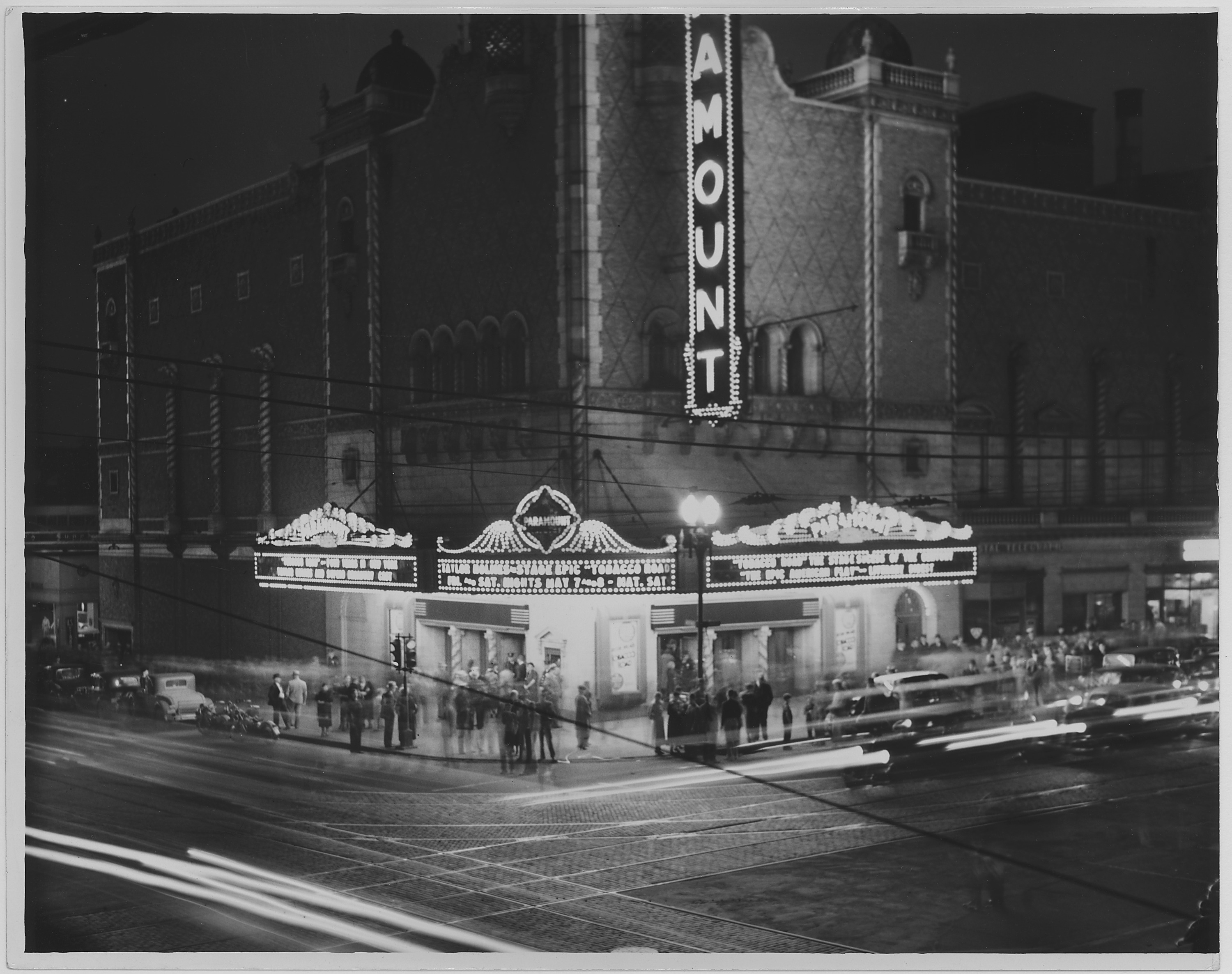
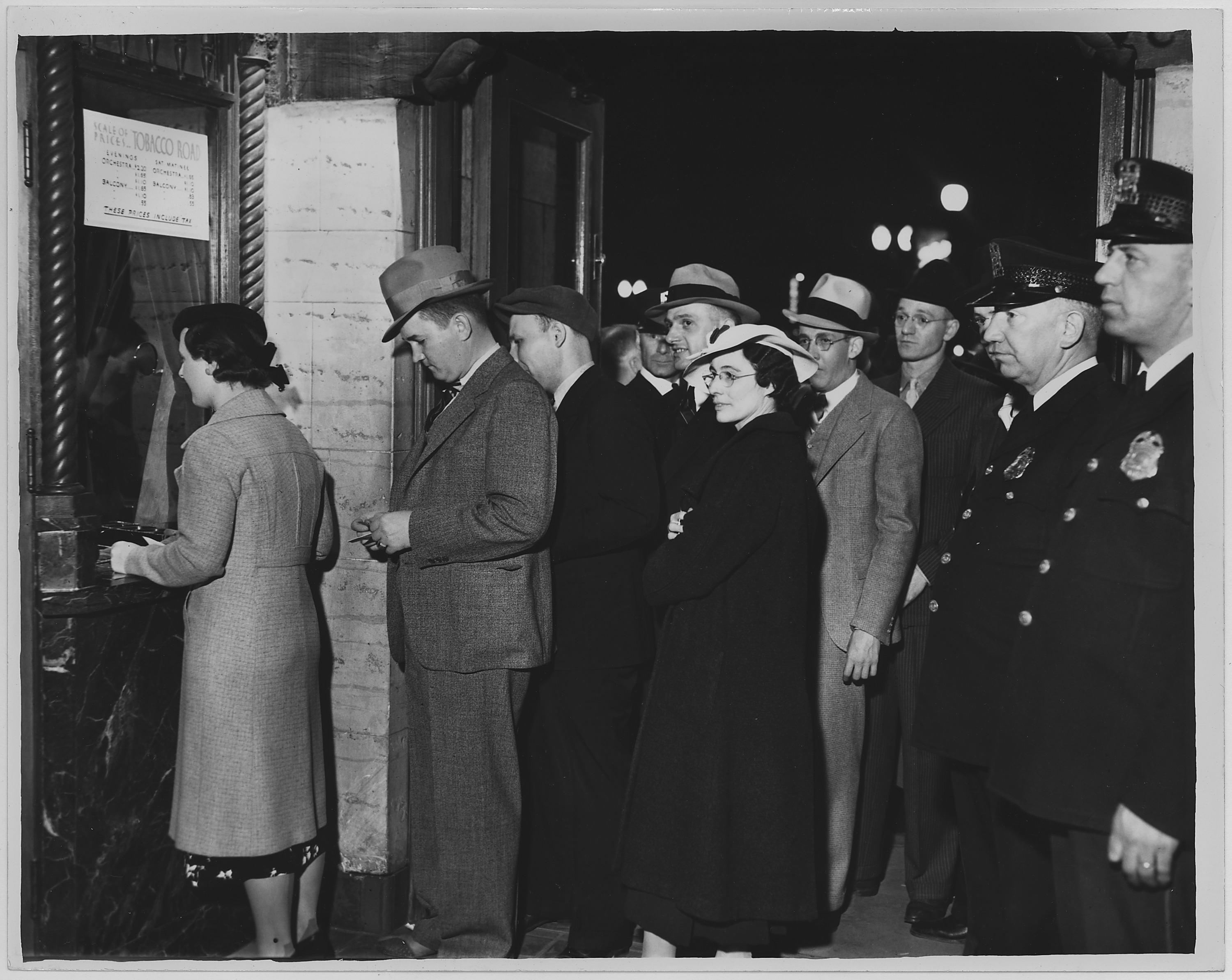
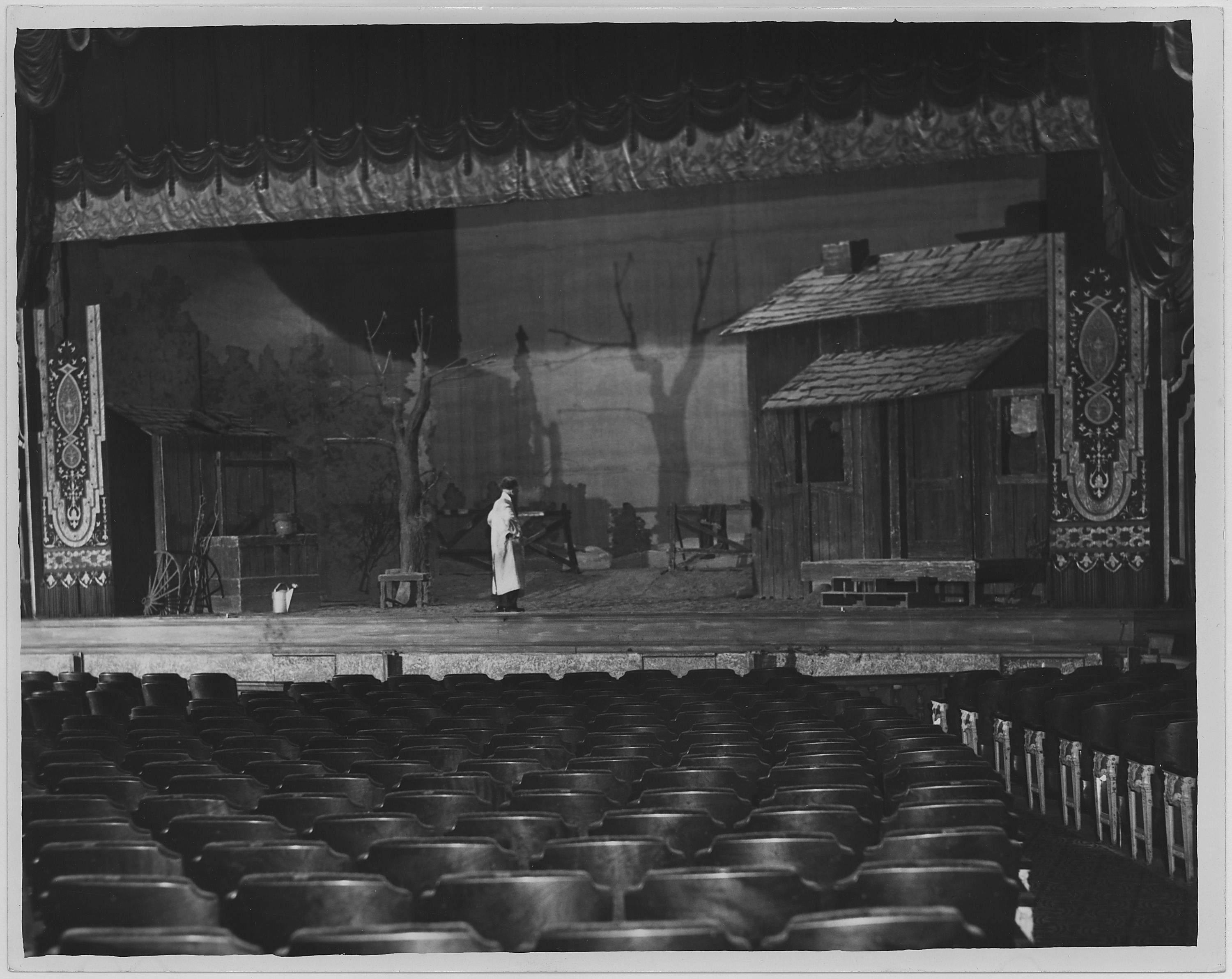